# White Otter Lake
White Otter Lake är en sjö i Kanada.   Den ligger i Kenora District och provinsen Ontario, i den sydöstra delen av landet, 1 300 km väster om huvudstaden Ottawa. White Otter Lake ligger 418 meter över havet. Arean är 85 kvadratkilometer. Den sträcker sig 20,3 kilometer i nord-sydlig riktning, och 15,1 kilometer i öst-västlig riktning.
I omgivningarna runt White Otter Lake växer i huvudsak blandskog. Trakten runt White Otter Lake är nära nog obefolkad, med mindre än två invånare per kvadratkilometer.